# Мост Ушань
Мост Ушань (кит. 巫山长江大桥) — мост, пересекающий реку Янцзы, расположенный на территории города центрального подчинения Чунцин; 7-й по длине основного пролёта арочный мост в мире (4-й в Китае). Является частью автодороги S301, связывающей дороги S103 на севере и S105 на юге.

## Характеристика
Мост соединяет северный и южный берега реки Янцзы на территории уезда Ушань, восточнее впадения притоки Данян.
Длина — 616 м. Мост представлен однопролётной арочной конструкцией с дорожным полотном посередине. Длина основного пролёта — 460 м. Высота арочного свода 180 м над уровнем воды, дорожного полотна — 130 м. Арочная конструкция решётчатая (по принципу сквозных ферм) и выполнена из стали, где трубчатые основные арки заполнены бетоном. Дорога моста крепится на тросах арки.
Имеет 4 полосы движения (по две в обе стороны).
Стоимость строительство моста 160 млн юаней.